# 大昇
大昇（1645年六月—十月）是中國南明時期揭陽縣九軍領袖劉公顯的年号，共計5個月。
南明弘光元年（1645年）六月，揭阳县武生劉公顯在揭陽霖田都和藍田都一帶率眾起兵，大本營設於南塘山。定國號為後漢，建元大昇。到了十月，劉公顯接受南明招安，鄭芝龍部將陳豹引劉公顯至福州授官。

## 西元紀年對照表
| 大昇 | 元年   |
| ---- | ------ |
| 西元 | 1645年 |
| 干支 | 乙酉   |

## 同期存在的其他政權年號
- 中國
  - 弘光（1645年）：南明—安宗朱由崧之年號
  - 隆武（1645年－1646年）：南明—紹宗朱聿键之年號
  - 興業（1645年）：南明—靖江王朱亨嘉之年號
  - 永昌（1644年－1645年）：大順—李自成、宮文彩之年號
  - 大順（1644年－1646年）：大西—张献忠之年號
  - 顺治（1644年－1661年）：清朝—世祖福臨之年號
  - 清光（1645年）：清朝時期—胡守龙之年號
- 日本
  - 正保（1644年－1648年）：後光明天皇之年號
- 越南
  - 福泰（1643年—1649年）：後黎朝—真宗黎维祐之年號
  - 順德（1628年－1677年）：莫朝—莫敬完之年號

## 参看
- 中國年號索引